# أندرو تي. جادسون
أندرو تي. جادسون هو محامي وقاضي وسياسي أمريكي، ولد في 29 نوفمبر 1784 في إيستفورد في الولايات المتحدة، وتوفي في 17 مارس 1853 في كانتربوري في الولايات المتحدة. نشط حزبياً في الحزب الديمقراطي. وقد انتخب عضو مجلس نواب كونيتيكت ‏ وانتخب عضو مجلس النواب الأمريكي ‏.